# Bambussprossen-Pagode
Die sogenannte Bambussprossen-Pagode (engl. Bamboo Shoots Pagodas) bzw. Manfeilong-Pagode (chinesisch 曼飞龙塔, Pinyin Mànfēilóng tǎ) ist eine Hinayana-buddhistische Pagodengruppe des Diamantthron-Pagodentyps im Ort Manfeilong der Großgemeinde Menglong von Jinghong, der Hauptstadt des Autonomen Bezirks Xishuangbanna der Dai in der chinesischen Provinz Yunnan. Sie wurde im Jahr 565 nach dem Dai-Kalender (d. h. im Jahr 1204) erbaut.
Die Zentralpagode in Form einer Lotosblume ist von acht kleineren Pagoden umgeben. Aus der Ferne sieht die Gebäudegruppe wie in einem Bambus-Dickicht im Frühjahr sprießende Bambussprossen aus, daher rührt auch ihr Name.
Die Pagode steht seit 1988 auf der Liste der Denkmäler der Volksrepublik China (3-157).